# Abel Amón Delgado
Abel Amón Delgado   (Madrid, 24 de febrer de 1965) és un exjugador de bàsquet espanyol.

## Biografia
Amb 2.05 d'alçada, estava predestinat al bàsquet. Va jugar des de nen en el lloc de pivot. Llicenciat en Ciències Econòmiques i Empresarials, desenvolupa la seva carrera professional com a economista, vinculat a Rússia, després de la seva etapa de jugador de bàsquet. És fill del poeta i crític d'art Santiago Amón i germà del periodista Rubén Amón.

## Trajectòria
Professionalment va jugar la Lliga Espanyola (antecessora de l'ACB) a l'Obradoiro amb sols 17 anys, a l'ACB a l'Estudiantes (86-87), CB Collado Villalba (87-89) i Caja Bilbao (89-90), jugant 4 temporades en les quals va disputar 59 partits, i en Primera divisió va jugar a l'Askatuak i al Canoe.